# Teudòria
Teudòria, situada al sud-est de l'Epir, era la capital o almenys una de les ciutats principals dels atamans de l'Epir, situada vora l'a ciutat d'Heraclea. És l'actual Thodhoriana, a prop del puig Ttzumerka.